# ساختار رده سنی

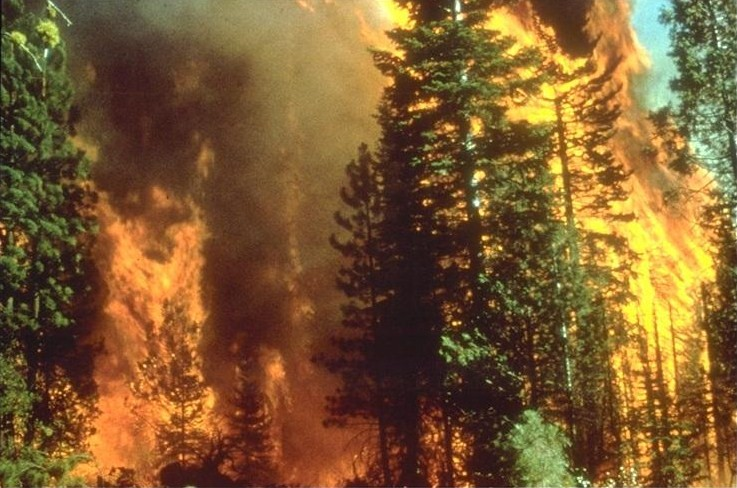
ساختارهای رده سنی را می‌توان برای تعیین زمان رخداد آتش‌سوزی در یک جمعیت جنگل بهره‌گیری کرد.

ساختار رده سنی (به انگلیسی: Age class structure) در مدیریت شیلات و حیات وحش بخشی از ارزیابی جمعیت است. ساختارهای رده سنی را می‌توان برای مدل‌سازی بسیاری از جمعیت‌ها از جمله درختان و ماهیان استفاده کرد. این روش می‌تواند برای پیش‌بینی رخداد آتش‌سوزی در جنگل در یک جمعیت جنگل استفاده شود. سن را می‌توان با شمارش حلقه‌های رشد در فلس‌های ماهی، اتولیت‌ها، برش عرضی خارهای باله برای گونه‌هایی با خارهای کلفت مانند فریباماهیان یا دندان برای چند گونه تعیین کرد. هر روشی مزیت‌ها و معایب خود را دارد. دستیابی به فلس‌های ماهی راحت‌تر است، اما اگر فلس‌ها از روی ماهی افتاده باشند و فلس‌های جدیدی در جای خود رشد کرده باشند، ممکن است غیرقابل اعتماد باشند. خارهای باله نیز ممکن است به همین دلیل غیرقابل اعتماد باشند و بیشتر ماهی‌ها خارهایی با کلفتی کافی برای دیده‌شدن حلقه‌های شفاف ندارند. اتولیت‌ها در طول تاریخ زندگی خود با ماهی باقی مانده‌اند، اما به دست آوردن آنها مستلزم کشتن ماهی است. همچنین، اتولیت‌ها اغلب نیاز به آماده‌سازی بیشتر پیش از سن‌یابی دارند.